# 中華民國陸軍特種作戰指揮部

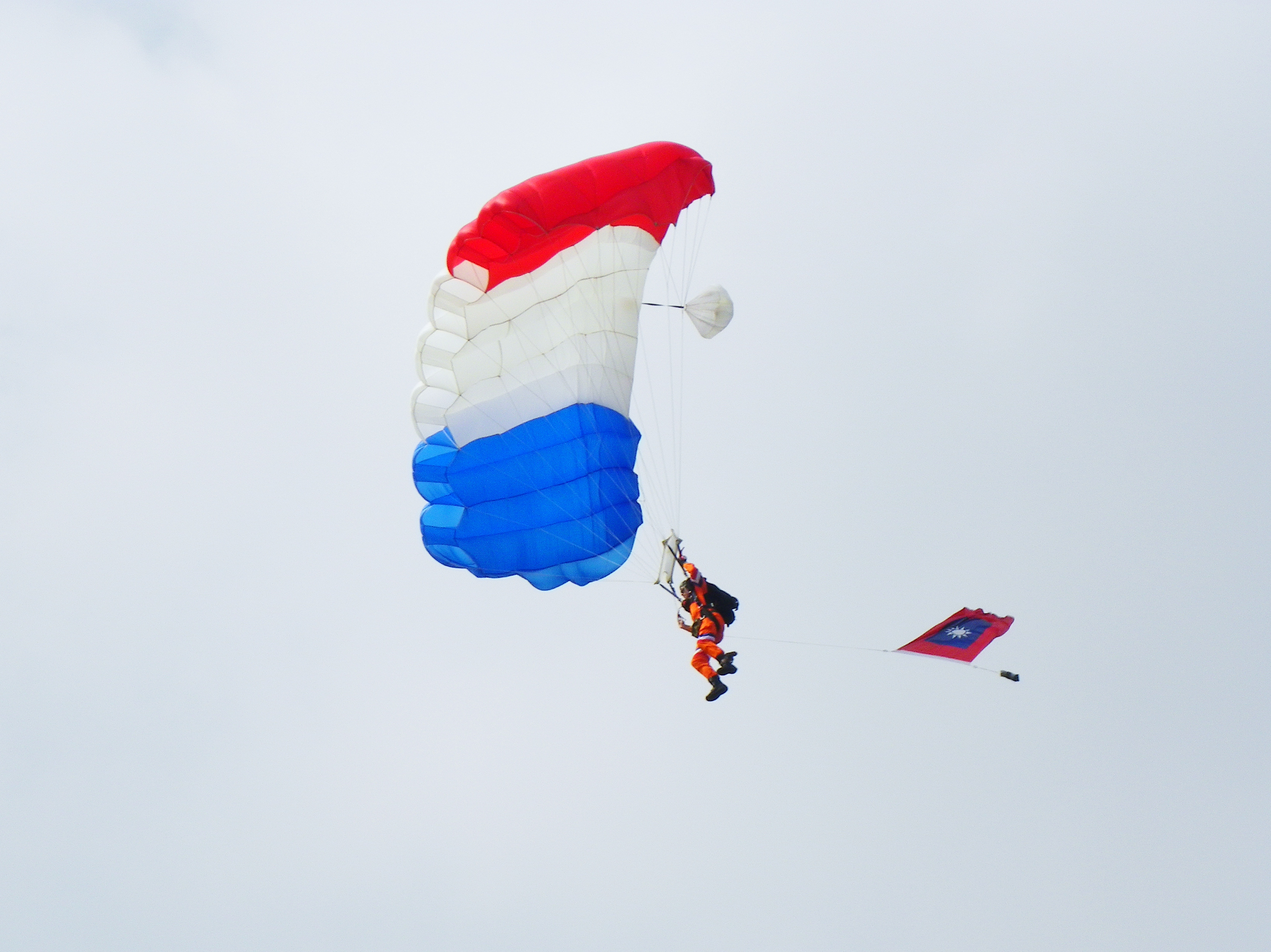
陸軍湖口營區開放活動跳傘表演中攜帶中華民國陸軍軍旗降落的空降特戰部隊神龍小組

中華民國空降特戰部隊、中華民國陸軍特種作戰指揮部（英語：或），起源於1942年（民國31年），太平洋戰爭爆發後，中華民國、美國、英國、蘇聯 四國結合為同盟國，抗日戰爭至此進入新一階段，中華民國政府基於盟軍戰略反攻的需要，於陪都重慶開始籌備傘兵學校及訓練陸軍士兵跳傘。經過一年多的準備，中國抗日戰爭步入另一階段，國軍捷報頻傳之際，中華民國基於中國大陸地區各戰場的軍事需要，國民政府主席兼國民政府軍事委員會委員長蔣中正上將正式接受美國陸軍第十四航空隊司令陳納德少將的建議，批准成立中國第一支傘兵部隊，於1944年（民國33年）1月1日，於雲南昆明成立傘兵第一團，首任團長為李漢萍將軍。此時國軍傘兵部隊之規模始稍具雛形；為了保密之考量，對外代號稱為「鴻翔部隊」。
鴻翔部隊剛成立之初，由於缺乏裝備及訓練器材，除了一般步兵基本戰鬥訓練外，只能著重於體能方面的加強；直到1945年（民國34年）1月，傘兵第一團在美軍顧問團的建議下，由連營制改為隊制，並開始由美軍協助裝訓傘兵，至此，傘兵部隊的建軍才進入了一個新的里程碑。
1945年4月8日，為了配合盟軍反攻，將傘兵第一團擴編為陸軍突擊總隊，同時成立傘兵學校與接收武器裝備，才正式具備作戰能力。因此，後來政府以此明定每年的4月8日為「傘兵節」，藉以紀念國軍空降部隊的成立。

## 中華民國陸軍傘兵歷史

### 成軍過程

#### 對日抗戰
1943年（民國32年）年底，美軍第14航空隊司令陳納德少將向蔣中正建議中華民國成立傘兵部隊，經採納後，授命當時駐雲南昆明之第五集團軍（國民革命軍第五軍）總司令杜聿明將軍負責編組督訓。經過周詳籌劃後，陸軍傘兵第一團於1944年（民國33年）1月1日在雲南昆明市北郊崗頭村永豐寺成立。團長為第五集團軍副参谋长兼參謀處長李漢萍少將（湖南長沙人，黄埔軍校六期、陸軍大學十五期畢業，後調任第二兵團少將參謀長）兼任，副團長是第五集團軍司令部科長簡立上校（1945年春調任駐印軍汽車兵團少將團長），繼任副團長喬九齡上校（黄埔軍校四期，陸大將官班畢業），團附鍾明達中校，團附姜鍵少校。建制上直屬軍政部，但因人事補給、訓練等均由第五集團軍掌理，故實質上為第五集團軍直屬部隊，且基於保密考量，對外代號稱「鴻翔部隊」。
成立伊始，考慮國軍普通部隊士兵無法適應傘兵需要，故除團直屬連各部隊因勤務之需要，由第五軍選優撥補部分士兵以服勤務外（第五軍特務營改編為傘兵第一團的服務連與特務連），各單位只有幹部。後經派員赴湖南衡陽等地招考一批熱血青年，始充實傘兵新血輪。這批學生在爾後爭取美方正式裝訓中國傘兵歷程中，肩負重要任務，均能圓滿達成。惟此時美方尚未正式編裝中國傘兵，而中華民國亦無前例可循，故只能實施體能訓練及戰鬥基本教練，以增強體力與戰技。该团下设3个步兵营，第一营营长初为钟明达中校，后为邓绍华中校;第二营营长先后为张致忱中校、乔九龄中校、李海平中校;第三营营长为呼保佑中校(后第三营因美军顾问团之建议而裁撤)。
1944年底國民革命軍陸軍總司令部即於此時成立，由何應欽將軍任總司令，駐節昆明。1945年（民國34年）4月底同盟國歐洲戰事結束，德國戰敗投降，美軍東移，除對日軍實施逐島攻擊外，亦配合中華民國大軍反攻計畫做各種部署，並擬正式裝備訓練中國傘兵；同時，中華民國最高統帥部為配合反攻計畫，亦做大幅度的調整部署。裝訓中國傘兵，美方人員亦由總部美軍顧問組（戰略情報局作戰組，OSSOG）調度，但美方對中華民國官兵接受傘訓及戰技能力存疑，故決定先予測試。美方每天派遣部分官士攜帶爾後編隊所使用之武器，由中華民國調派官兵參加訓練、考核、測試，至3月底認為成果很好，始正式決定裝訓中華民國傘兵部隊。中華民國與美方共同研擬傘兵突擊隊之編制事宜，經過一整天的反覆演練、測試，始決定隊的編制裝備表。其戰鬥特性為降落敵軍後方要點，實施突擊、破壞、襲擾，以牽制敵人兵力，而使中華民國大軍攻擊順利推進，而非空降敵人陣前進行正面戰鬥，整隊編足員額含華美官兵約180人。
司令部處室齊全，如參謀處、副官處、軍需處、軍醫處、軍法室、軍械室等。直屬部隊則有搜索營、炮兵營、工兵營、輜重營。有美國軍官、軍士以及在西南聯大學生中招雇的四十多人作為翻譯，分到各隊服務。成了半洋化部隊，戴美式M1鋼盔，配備美造Colt M1911A1.45口徑手槍。聘請西南聯大的馬約翰、牟作雲作為體能教練。在雲南宜良設立傘兵訓練處，初由李宜年上校負責，後來由副司令張緒滋兼管，編制有折傘組、跳傘組、體育室、編譯室等。
1945年4月8日傘兵團改為陸軍突擊總隊，以李漢萍為突擊總隊司令，以榮譽第二師第五團少將團長張緒滋調任突擊總隊副司令，以喬九齡為上校參謀長。此時編制由3個營改為20個突击隊。由於淘汰的士兵較多，又成立了两個補充大隊，各轄4個補充中隊。一至十八隊為突擊傘兵，十九、二十两個隊為情報隊。每個隊160人下有6個分隊，一、二、三分隊是步兵分隊（轄4組，每組12人），四分隊是30重機槍分隊，五分隊是60迫擊炮分隊，六分隊是爆破分隊。共3,200余人。 井庆爽、姜健、李海平、潘荣辉、段超群分任一至五队队长。第六至二十队之兵源，则由驻防昆明附近之青年军第二○七师官兵中择优编拨。
日軍投降前夕，1945年7月12日凌晨3時，14架C-47運輸機從昆明的呈貢巫家壩機場編隊起飛，第一隊隊長井慶爽率隊降落廣東開平，除事故亡一人外，180名傘兵安全著陸，由於著陸地點没有日軍，傘兵很快完成集結並進入蒼城鎮潛伏。當時的蒼城為國民政府開平縣政府所在地。开平日軍聞訊後進剿，傘兵避實就虛，迅速轉移，在敵占區展開了遊擊戰，一度打到了新會縣，7月底又折向北方，進佔了羅定縣，8月3日夜傘兵第1隊從羅定向縣城以北40千米處的西江南江口移動。南江口駐有日軍一個小隊及伪軍一個連，激戰至午時。當江北德慶縣日軍軍過江增援時，傘兵隊主動撤退。此役國軍傘兵陣亡三人，負傷五人，日軍及伪軍傷亡人數約為二十餘人。日軍編組特遣支隊約三千人，前往羅定，準備捕捉國軍傘兵。井慶爽隊長鑒於眾我寡且身處敵後，決定進入山區，準備遊擊作戰。所幸不久日軍投降，突擊總隊第一隊距廣州最近，遂成為中國軍隊進入廣州接受日軍投降，受第二方面軍司令張發奎將軍指揮。 
中華民國傘兵退役軍官羅吉倫（專欄作者）表示：根據陸軍突擊總隊第一隊戰鬥要報中記載，空降羅定陣亡官1士兵3員、失蹤1員、受傷七人。
1945年7月17日，第二大隊大隊長林樹英上校，率第八、九、十等三隊，總兵力七百餘人，昆明空運柳州（該市於6月29日光復），於24日抵達平南縣，31日增援之友軍第十三军第八十九師二六五團抵達，第二大隊與友軍會合後，8月3日突擊總隊第二大隊奇襲日軍丹竹機場，國軍不及追擊，使日軍安然撤離。是役，日軍傷亡約百餘人，突擊隊陣亡軍官三員、譯員一員，士官兵十九員，另負傷官兵二十五員。
但中国第二历史档案馆存檔資料作戰詳報記載「突擊第二大隊上校大隊長林樹英率領第八、九、十等三突擊隊於七月十八日由宜良火車運輸至呈貢起飛赴柳州兼程東下該大隊廿四日抵達平南」
1945年7月27日，第二隊隊長姜鍵中校率173人空降於衡陽縣西北的羅洪廟。歸第四方面軍司令官王耀武指揮，襲擊及破壞該區內日軍後方水陸交通，並偵查地形。幾天後，傘兵們在衡寶公路上伏擊日軍運輸隊，斃敵6人，毁車3輛，在地方武裝配合下，8月5日發起對台元寺鎮日軍據點的攻擊，重創日軍後，傘兵撤出戰鬥，此役傘兵犧牲4人（據考其中三員為周劍敵、楊本芳、章峰，一員不名）、負傷10餘人。
但是後來經中華民國傘兵退役軍官羅吉倫（專欄作者）與許劍虹（抗日史研究者）兩人訪談參戰老兵，並考證檔案資料，是役陣亡官兵：為二分隊長周劍敵上尉黃埔16期畢業；二分隊下士孫根長火箭筒射手，浙江人；一分隊下士章峰機槍射手，廣東梅縣人，南洋華僑回國參加抗日作戰。另一位佚名。天兵忠靈祠陰刻楊本芳陣亡是錯誤的，楊本芳是臀部中彈後送昆明治療，並未在是役中陣亡，並曾在2017年天兵忠靈祠公祭時，向中華民國退伍傘兵協會秘書長林純君反映，林秘書長應允會做更正，但一直未做出更正處理。
抗戰勝利後，在大後方昆明的突擊總隊第三、四大队于8月20日擔任先頭部隊进驻南京接受汪精衛政權各政府機關、設施，並著手準備日本無條件投降典禮，擔任會場禮兵，並至日本押解戰犯陳公博返華受審。
臺中市中央軍事院校校友會考證檔案資料，在2019年函文陸軍司令部報請入祀忠烈祠，奉核定突擊台源寺陣亡官兵周劍敵、章鋒兩位，在2020年8月30日入國民革命祀忠烈祠，並邀請陸軍官校校友會一同以家屬身分移靈奉厝，年輕一代的歷史家許劍虹、吳尚融以及美軍綠扁帽特種部隊退役軍官陳鷹，也特地前來觀禮見證中美合作歷史。

#### 國共內戰
1945年冬，除軍官隊外，突擊總隊各大隊在昆明防守司令杜聿明的指揮下，參加了解除龍雲職務的戰鬥。因為突然襲擊，戰鬥只幾個小時，雙方均無重大傷亡。傘兵司令李漢萍被杜聿明調任為東北九省保安司令長官部副參謀長，馬師恭接任司令（黄埔一期生、陸大特六期，第五軍少將副參謀長，軍政部戰車員兵整補處少將處長），张緒滋仍任副司令。不久，傘兵一大隊的二、三、四中隊和傘兵二大隊的八、九、十中隊共6個隊分批空運東北，進駐沈陽北陵機場，担任杜聿明的“东北九省保安司令长官部”及其本人的警衛部隊。
1946年3月15日陸軍突擊總隊改稱傘兵總隊，改歸空軍總司令部周至柔指揮。整編後傘兵編制為：總隊部、四個傘兵大隊（大隊轄大隊部及五個中隊）、一個補充大隊（轄大隊部及四個中隊）、及特務隊、通信隊、輜重隊、情報隊等直屬單位。
1946年6月，傘兵總隊率7個隊從昆明崗頭村出發，經貴陽、長沙、武漢到達南京，進駐中華門外岔路口營房（傘兵基地）整訓。補充大隊駐南京大校場擔任警衛。軍士隊留岔路口訓練，其餘部隊於3月底調往寧、滬駐防，歸第三方面軍無錫指揮所主任陳大慶中將指揮。傘兵總隊擔任京滬鐵路警戒，司令部進駐蘇州。馬師恭兼任陽澄湖清剿指揮官兼蘇州城防司令，司令部及各直同隊駐蘇州城附近。第一大隊井慶爽部調東北沈陽擔任北陵機場警戒，歸東北保安司令長官杜聿明指揮。 傘兵第三大隊的5個隊駐鎮江、常熟。傘兵第二大隊的六、七隊及傘兵五隊進常州、丹陽。傘兵第四大隊的5個中隊駐蘇州、昆山、嘉定、南翔。1946年底，傘兵撤回岔路口整訓。1947年初，又奉命派出傘兵第四大隊的十六、十七、十八3個中隊，擔任太湖區城的柔山、金壇一線的清剿任務。3月撤回南京。1947年3月中旬，傘兵補充大隊的4個中隊與傘兵五隊車運西安機場，歸胡宗南指揮，計劃空降偷襲延安但未實施。
1947年3月以傘兵總隊為基幹編成第三快速縱隊。轄傘兵第二大隊的五、六、七隊，傘兵第三大隊的5個中隊；傘兵第四大隊的5個中隊；司令部直屬中隊；配屬榴彈炮團、山炮兵營、戰車連（趙志華部，但豫東戰役時因調度不及未納編參戰）、裝甲兵連（蔣緯國部）、以及戰防炮連、迫炮連、工兵連、人力輸送團（全團三個營、1,400人）、汽車3團（有美式十輪、六輪軍用卡車320輛左右）、空中支援大隊。1947年5月20日左右，第三快速縱隊在南京市郊湯山，組織了一次陸空聯合演習。5月下旬，快速縱隊主力進駐徐州，在雲龍山宿營，大部分人員在徐州體育場住帳篷，負責以徐州為中心150公里內應急機動作戰。
1948年1月馬師恭調升整编第88师師長，3月1日傘兵總隊改稱陸軍傘兵司令部，副司令張緒滋升任司令，改為營團制。轄司令部、訓練處、新聞處、傘兵團（團長先為張信卿上校，後為井慶爽上校）、輕裝備團（團長郭志持上校）、補充團（團長劉農畯上校），以及搜索營、工兵營、輜重營、通信連、衛生隊、及野戰醫院等直屬單位。傘兵三團返回南京岔路口傘兵基地分别前往湖南、湖北、浙江等地招考新兵。
1948年6月，华东野战军三縱、八縱攻占開封，全殲國民革命軍整編第六十六師，國軍主動發動豫东战役，以黃百韜、邱清泉、區壽年3個兵團分路合擊開封企圖圍殲華東野戰軍。张緒滋率快速縱隊7,000人參加戰役。6月27日，第三快速縱隊與共軍一接触，即從通許、尉氏回縮向整編第七十五師沈澄年部靠攏。快速縱隊司令部及直屬部隊駐守帝邱店，傘兵一團展開於帝邱店東南，傘兵二團展開於帝邱店東，整七十五師在帝邱店以東，獨立新編第二十一旅在整编第75师左翼。經過五晝夜的激烈戰鬥，至7月2日整七十五師與獨立第二十一旅被殲。當晚區壽年的兵團部也在龍王廟被消滅。共軍轉而猛攻帝邱店，經過一夜激戰，傘兵第一團陣地被突破，傘兵第二團一個營前往增援，拼死頑抗。至3日拂曉，傘兵第二團也被分割包圍，經過白刃戰，傘兵二團團部首先被殲，堅持至7月3日中午，黃百韜兵團、胡璉兵團長、邱清泉整编第五軍從帝邱店以東、以南對野戰軍合圍。華東野戰軍撤出戰場轉移。傘兵司令部、各直屬營及傘兵第一團、第二團残部得以幸存。上校第二團團長郭志持及中校團附陣亡，两名中校營長被俘，二團中校副團長李海乎及二營中校營長張光湯逃出，傘兵第一團上校團長張信卿受傷，上校總隊副參謀長羅國英失踪。死傷俘2,000餘人。
1948年8月，取消第三快速縱隊番號。原有配屬部隊被調走，恢復傘兵司令部原有的3個團、5個直屬營建制。于8月15日，全部調回南京整訓。到9月底，傘各部隊均按編制裝備齊全，開始訓練。1948年11月淮海戰役開始之後，傘兵總隊改駐蕪湖，擔任江防守備。傘兵一團、二團奉命開赴皖南貴池、銅陵一帶，擔任“清剿”任務。傘兵三團三營駐防大校場機場，井派該營八連擔任在淮海戰場上空投彈藥、給養、藥品、器材任務曾派兵攜帶陸空聯絡點台空降，送給邱清泉部隊。12月6日，返回南京，擔負首都衛戍任務。1949年初，傘兵移防上海，京滬杭警備總司令湯恩伯由上海警備旅中撥出兩個連，成立傘兵炮兵營。

### 傘兵遷臺
1949年（民國38年）2月，傘兵總隊傘訓處奉命先移駐臺灣，負責市區警衛勤務，並清剿日安、灌口間南山店附近之叛亂勢力。3月1日奉國防部之命令，改番號為「空軍傘兵司令部」，隸屬於空軍總部，仍由張緒滋將軍擔任司令；補充團改編為傘兵第三團。3月23日，傘兵一、二團從上海移往廈門，第三團從上海移駐福州。第1梯隊為司令部、第1團及部分直屬部隊；第2梯隊為第2團及部分直屬部隊；第3梯隊為第3團和傘兵司令部的軍械處。每個梯隊出發時間相隔5至7天，預定3月份撤完。
1949年4月13日14時，伞兵第三团及伞兵司令部第一团、第二团共2,500余名官兵乘招商局中字102號坦克登陸艦离开上海黃浦碼頭。登陸艦南下福州時，在中共上海局策反工作委員會的直接領導下，在三團團長劉農畯（中共地下党员，畢業於國民黨通信兵學校，陸軍大學。原第五軍通信營長，傘兵總隊參謀主任）與姜鍵副團長、李貴田團附兼航行指揮官（黄埔十五期，第五集團軍總部少校參謀，傘兵補充隊副隊長）率領下，登陸艦行駛到嵊泗列島東北部花鳥山島以東海面上，刘农畯于14日16时向团内宣布投奔中國共產黨，4月15日晨8時抵達連雲港。同年6月，整訓後的傘兵第3團正式改編為中國人民解放軍華東傘兵訓練總隊；後该部队先后被編入解放軍空軍陸戰旅、中国人民解放军空降兵第四十三师。後來，姜鍵副團長在熟人的相助下，自淪陷區脫出返臺，後官拜上校退伍。
1949年6月底-7月初，傘兵總隊奉命轉進臺灣，第一團及直屬單位分3批由廈門轉進來臺，先後駐防高屏一帶，駐守屏東空軍基地整訓。9月，第二團由廈門歸建。至此，除第三團外的傘兵部隊全數來臺。
1949年11月1日，易名為「空軍傘兵總隊司令部」，由黃超將軍擔任司令；直至1950年（民國39年）5月1日奉令歸隸陸軍總部改称陆军伞兵总队司令部。1950年9月復名為空軍傘兵司令部。1951年2月16日又改屬陸軍總部指揮，並改陸軍傘兵總隊，下轄四個大隊。
1952年（民國41年）10月10日陸軍傘兵總部與游擊傘兵總隊在屏東併編，仍沿用陸軍傘兵總隊編制，直屬於國防部。首任總隊長為顧葆裕中將，副總隊長為趙位靖上校。
1953年5月，游擊傘兵總隊原有4個大隊，全隊自臺灣省屏東縣屏東市北遷桃園龍潭後，合併編成兩個教育大隊共約2,000餘人，改稱游擊傘兵總隊。
1953年（民國42年）7月15日，國軍發起遷臺以來首次也是目前唯一一次的反攻作戰——東山島戰役。第一大隊抽調487名傘兵參加戰鬥，在該島北部海岸空降，計劃占領與大陸之間聯繫的東山島八尺門渡口，傘兵著陸後攻陷渡口，但渡口浮橋已被共軍回收回彼岸，共軍第一波登島援兵31軍91師272團3營、第二波登島援軍4野41軍121師361團3營、122師與3野27軍的一個團利用收回的浮橋登陸八尺門，傘兵部隊的彈藥因分兵掃蕩八尺門週遭共軍與攻堅410高地，加上阻擋共軍登陸下，彈藥已接近消耗殆盡。當時傘兵堅守八尺門渡口已8小時又30分仍不見陸軍134團前來會師，而原先預定於八尺門附近登陸，掩護傘兵撤退的陸戰隊支隊亦沒有依計畫前來。傘兵指揮官李厚圻少校遂決心下令主動突圍、轉進與友軍一三四團會師。傘兵戰後報告：返航時含負傷官兵170員，此役陣亡183人，失蹤71人。該次作戰初期，傘兵部隊完成目標佔領、掃蕩殘敵、毀敵輜重等候增援，可惜陸軍與海軍陸戰隊主力後援不及，傘兵彈藥用罄、防線崩潰。

#### 戡亂時期

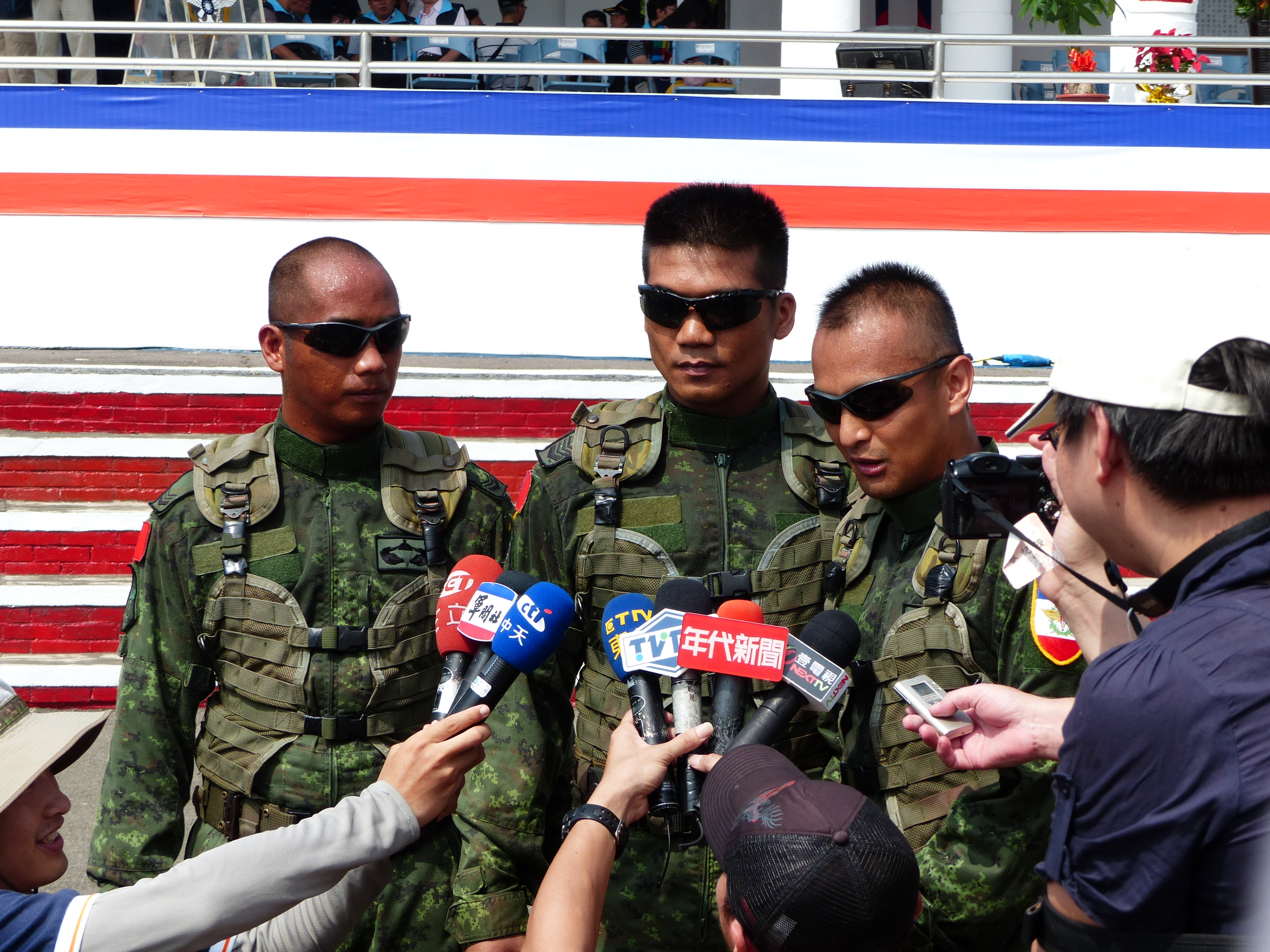
中華民國空降特戰部隊隊員

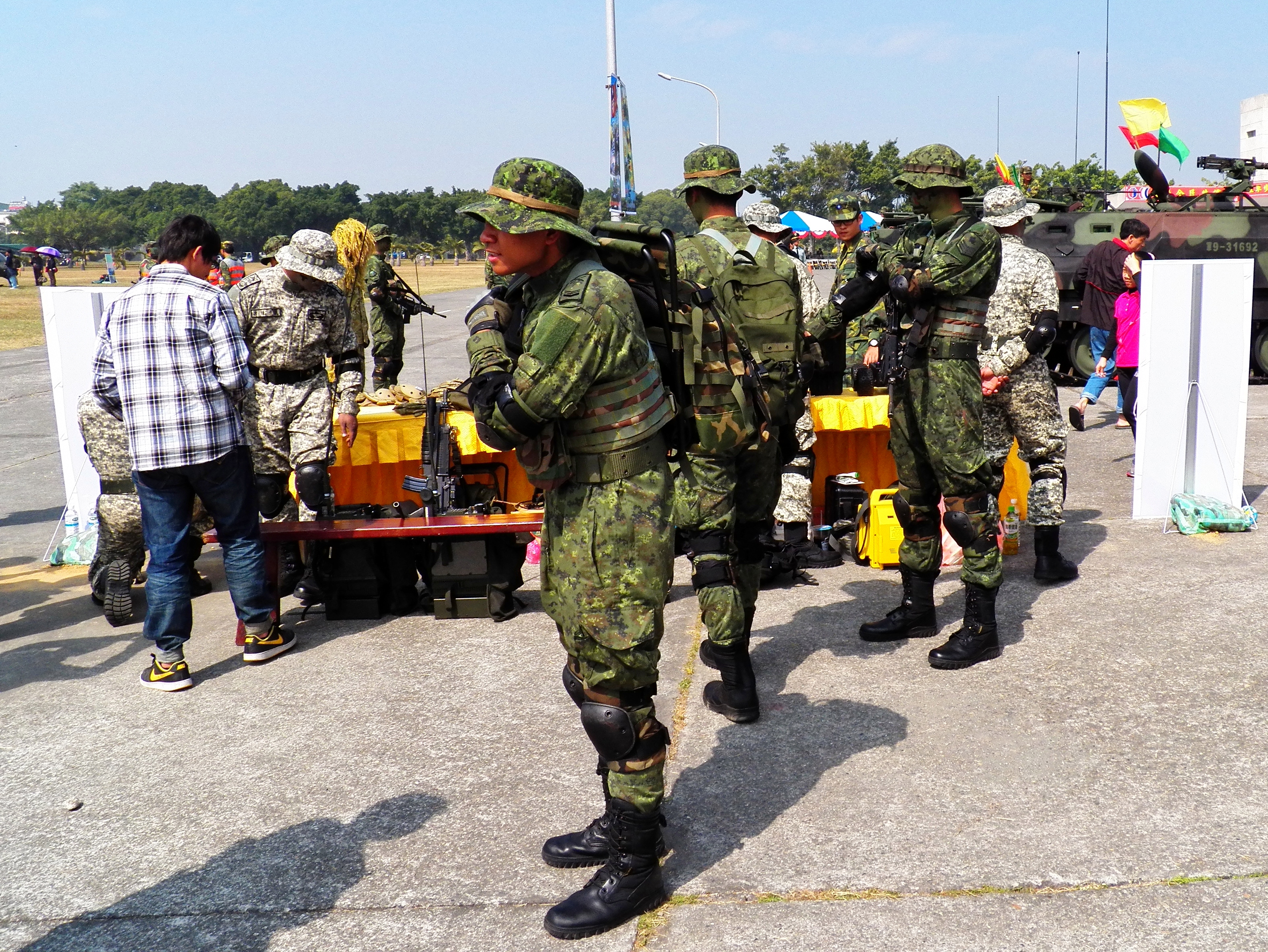
中華民國空降特戰部隊隊員於中華民國陸軍步兵學校

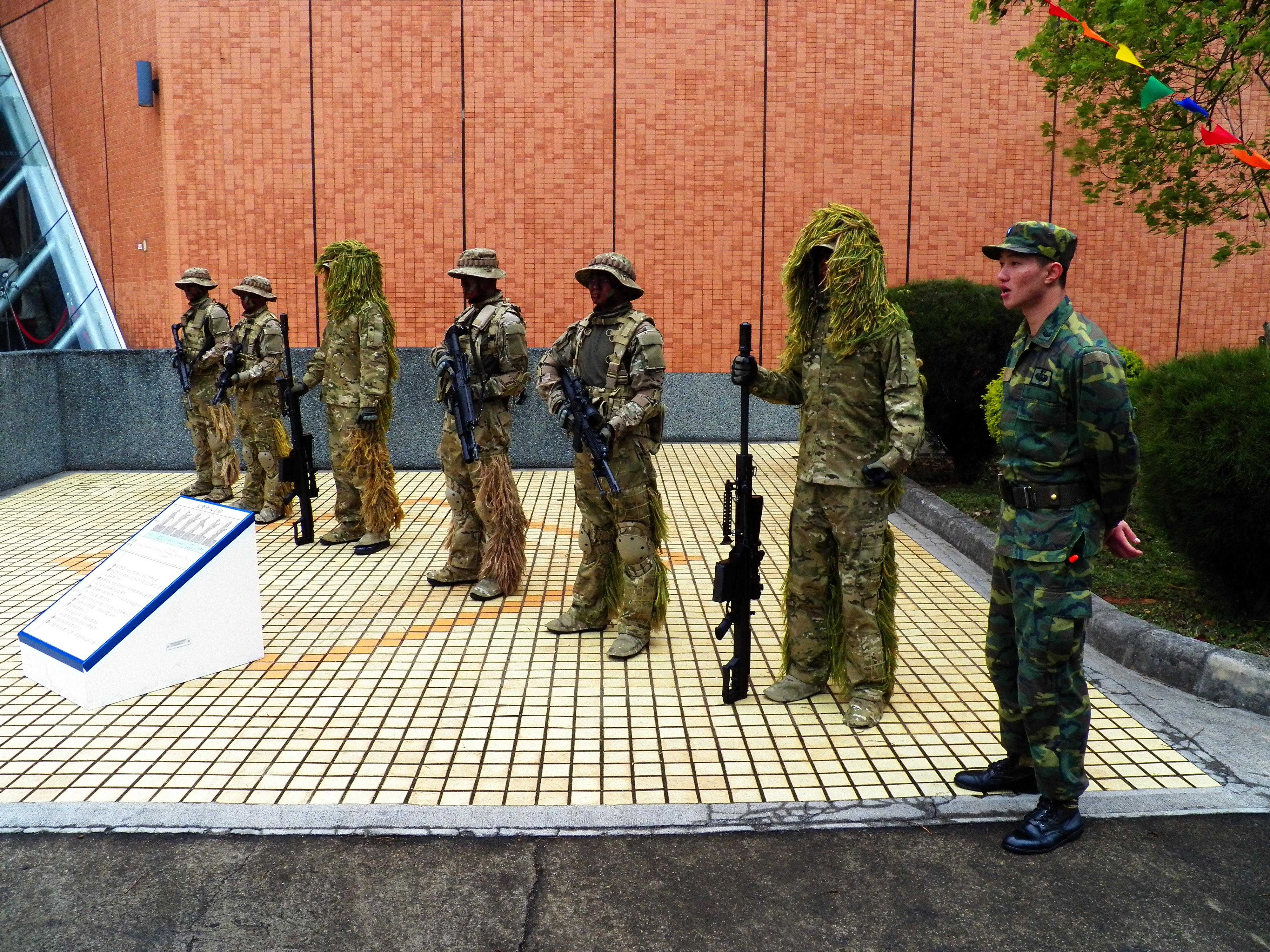
一個特戰班

1958年（民國47年）3月1日在桃園龍潭成立「陸軍特種部隊司令部」，由易瑾將軍擔任司令，隸屬國防部，下轄第二及第三特戰總隊，負責執行山地作戰、水域作戰、小部隊游擊戰及假想敵訓練等特種作戰任務；至7月1日始歸隸陸軍總部。
1958年（民國47年）8月，八二三砲戰，空降部隊配合大規模空投作業，執行前線彈藥與糧食補給，並有夜間出勤架次多達數十次的紀錄，直至同年10月7日共軍暫停砲擊為止。總計共投物資169萬5,400餘噸。
1959年（民國48年）起，空降部隊展開以演訓為主的活動。
1960年代起，空降部隊演訓最為繁重。
1963年（民國52年），中華民國與美國聯合執行「天兵演習」更創下建軍以來規模最大的演習，共出動75架C-46運輸機與2,300名傘兵。
1963年（民國52年），經美軍顧問團協助，成立具高空跳傘、滲透作戰能力的神龍小組，除平時國慶與重要活動以精湛的操傘技術表演，戰時更執行敵後襲擾及擔任特種情報蒐集等重大任務。
1965年（民國54年），成立「陸軍空降司令部」。
1967年（民國56年）6月16日，以「陸軍空降司令部」所屬骨幹，擴編為空降第一旅（旅長：李明萱），由空降部隊三個空降步兵營、一個砲兵營改編而成。與空降第二旅（旅長：陸少俠），由空降部隊兩個空降步兵營、一個支援營改編而成。
1972年（民國61年3月14日），空軍第439聯隊與陸軍特種作戰司令部，實施陸空協同的空降作戰演習，執行「青河七號演習」，當時空軍第20大隊第6中隊奉令派遣機號3117的C-119運輸機，搭載陸軍特種作戰司令部特戰三總隊第14大隊與第17大隊官兵共33員，當日下午13時17分，運輸機飛抵現今新北市五股區觀音山上空，因故失事，墜毀於華富山、今觀音山一部，全機人員不幸殉難。
1974年（民國63年），「陸軍空降司令部」與「陸軍特種作戰司令部」合併，改編成立「陸軍空降特戰司令部」，由言百謙將軍擔任司令，下轄4個特戰總隊（31、42、63、24）、2個空降旅及特戰學校。
1976年（民國65年）1月1日，空降第1旅（旅長：黃鵬飛）與第2旅（旅長：王家吉）番號改為空降第21旅（旅長：黃鵬飛）與空降23旅（旅長：王家吉），同年8月16日空降第21旅與23旅再度改編為陸軍空降71獨立旅（旅長：黃鵬飛）與空降62獨立旅（旅長：王家吉）。
1977年（民國66年），實施「靖安一號」專案，陸軍特種作戰第4總隊→陸軍特種作戰第24總隊→41大隊、42大隊、43大隊、44大隊→憲兵205指揮部（311營至314營）。
1979年（民國68年）4月至1980年（民國69年）3月，「特戰學校」與「空降訓練中心」併編為「空降特戰訓練中心」。
1979年（民國68年）7月，實施「靖安二號」專案，陸軍特種作戰第1總隊→陸軍特種作戰第31總隊→憲兵204指揮部（323營至326營）、陸軍特種作戰第2總隊→陸軍特種作戰第42總隊→憲兵205指揮部（315營至322營）、陸軍特種作戰第3總隊→陸軍特種作戰第63總隊→31大隊、32大隊、33大隊、34大隊→憲兵205指揮部（315營至322營）。
1979年（民國68年）10月1日將「陸軍航空指揮部暨航訓中心」編配至「陸軍空降特戰司令部」。
1980年（民國69年），納編合併偵搜中隊與特勤連潛龍排，組成特種勤務中隊。以執行反突擊、反劫機、反劫持、反破壞等警備治安任務為主。首任隊長為前中華民國陸軍副總司令黃海彬中將。
1980年（民國69年），實施「靖安三號」專案，陸軍特種作戰第3總隊→陸軍特種作戰第63總隊→靖安2號各特戰總隊編餘合併為陸軍空降獨立第53旅，後續於臺南知母義步兵基地整編，移防至臺中清泉崗營區成立憲兵第206指揮部（327營至332營）。
1986年（民國75年）5月3日，陸軍空降特戰獨立第六二旅步兵第四營第二連奉令執行「嘉賓演習」，演習中兩架UH-1H直升機在空中碰撞失事，機上十六位空特官兵不幸殉職。
1987年（民國76年）5月13日，國軍特戰部隊首次使用C-130H運輸機進行2,000英呎空降試跳，自此C-119運輸機逐步不再使用於空降訓練。
1987年（民國76年）11月29日 ，臺東岩灣監獄爆發了國民政府退守臺灣以來最大的囚犯集體大暴動。空降特勤隊首度與友軍憲兵特勤隊、陸戰特勤隊聯手鎮暴。
1987年12月（民國76年），臺東綠島監獄發生暴動，由空降特戰獨立第七一旅步兵第三營攻入監獄鎮壓暴動，從此空特步兵營定期輪調進駐綠島，必要時轉為鎮暴部隊兵力，至民國82年交接防務予憲兵部隊。
1990年9月至10月20日，中華民國國防部計劃護衛中華民國全國運動會聖火登島釣魚臺列嶼宣示主權，以當時全國軍受測第一名，擊敗憲兵與海軍陸戰隊等友軍的陸軍空特獨立第六二旅步兵第四營第五連為主體，組成漢疆突擊隊，執行「漢疆演習」。計畫針對釣魚台列嶼實施機降，清除日方燈塔與建築物，插上中華民國國旗宣示主權。後傳言遭當時總統李登輝喊停，但李登輝否認有此計畫。
1991年（民國80年） ，因應國軍精實案，納編高空排，改編為「高空特種勤務中隊」，增加三棲滲透能力與特攻作戰訓練。

#### 精實時期
1997年10月30日（民國86年），因精實案，在桃園龍潭陸航基地展示空中騎兵旅的實驗編裝。
1999年10月1日（民國88年），因應國軍精實案裁撤空降71獨立旅與空降62獨立旅，陸軍空降特戰司令部改編成為陸軍航空特戰司令部，改以航空兵為主體，將部隊區分為三個空中騎兵旅（原航空兵與71旅、62旅所屬營混編）與一個特戰旅（原空降62獨立旅與空降71獨立旅併編），由賈輔義中將擔任司令，下轄2個空騎旅、1個特戰旅、航空（飛行）訓練指揮部、空降訓練中心、特戰訓練中心。

#### 精進時期
2006年（民國95年）3月1日，因應國軍精進案，航空特戰司令部改制為陸軍航空特戰指揮部。
2006年（民國95年）陸軍101兩棲偵察營由陸軍司令部直屬部隊改納編至陸軍航空特戰指揮部，直屬之營級單位「陸軍航空特戰指揮部兩棲偵察營」，也和其高空特勤隊之軍官士官幹部做交流、輪調等，以互相了解其單位屬性。
2007年（民國96年）1月1日，陸軍航空特戰指揮部所屬特戰第八六二旅改制為陸軍特種作戰指揮部，指揮官為孟慶宇少將，下轄特種作戰第八六二群、特種作戰第八七一群。

#### 精粹時期
2012年11月23日，特戰第八六二群特戰第三營實施為期18天的山隘行軍訓練，訓練成效卓著。由時任陸軍司令李翔宙二級上將頒授榮譽旗旒。為國軍營級單位首次獲頒。
2013年（民國102年）1月1日，因應國軍精粹案，陸軍特種作戰指揮部所屬的特戰第八六二群及特戰第八七一群裁撤，並直接下轄5個特戰營。
2018年12月14日，國軍107年狙擊手競賽，陸軍特戰指揮部分別拿下國軍狙擊手競賽第1、2類團體組冠軍及個人組第2名的優異成績。
2019年3月13日，特戰第四營執行陸軍首次濱海城鎮要地行軍，有別於傳統山隘行軍主要以控領關節要點，以及山地叢林作戰為主，濱海城鎮要地行軍一方面是依據「濱海決勝，灘岸殲敵」防衛作戰指導，另一方面也驗證特戰部隊，在濱海城鎮戰環境的作戰能力。
2019年4月1日，特戰第四營完成為期20天、總長500公里濱海城鎮要地行軍，期間橫跨嘉義、雲林、彰化、臺中、苗栗、南投6個縣市，過程中結合當地特性，分別執行包括限制空間戰鬥、應用射擊、重要目標防護應援、災害防救、水域作戰人力、動力操舟等訓練科目，部分還會搭配陸航UH-60M黑鷹直升機進行空中突擊任務，以快速繩降、機降方式，迅速朝目標區挺進，20天內要進行的訓練項目不少，完訓後獲頒「COAST URBAN OPNS」榮譽臂章，肯定官兵行軍期間的努力。
2019年9月5日，特戰第五營展開為期21天、總距離550公里的「戰術任務行軍訓練」，橫跨桃園、宜蘭、基隆、新北及臺北等5縣市，全程以「想定結合敵情、現地實兵演練」方式，結合環境地形納入各類課目，驗收部隊作戰指揮、兵力運用，以望能達成訓練目標，以提升特種作戰能力。

## 中華民國空降特戰部隊番號沿革
| 部隊番號           | 使用時期                                                                                   |
| ------------------ | ------------------------------------------------------------------------------------------ |
| 傘兵第一團         | 1944年4月1日－1945年4月8日                                                                 |
| 陸軍突擊總隊       | 1945年4月8日－1946年3月16日                                                                |
| 傘兵總隊           | 1946年3月15日－1948年3月1日                                                                |
| 陸軍傘兵司令部     | 1948年3月1日－1949年3月1日                                                                 |
| 空軍傘兵司令部     | 1949年3月1日－1949年11月1日                                                                |
| 空軍傘兵總隊司令部 | 1949年11月1日－1950年5月1日                                                                |
| 陸軍傘兵總隊司令部 | 1950年5月1日－1951年2月16日                                                                |
| 陸軍傘兵總隊       | 1951年2月16日－1952年10月10日                                                              |
| 游擊傘兵總隊       | 1952年10月10日－1955年2月1日                                                               |
| 陸軍空降步兵教導團 | 1955年2月1日－1965年7月1日                                                                 |
| 陸軍空降司令部     | 1965年7月1日－1974年4月1日（1958年陸軍特種部隊司令部成立於桃園龍潭，後續與空降司令部併編） |
| 陸軍空降特戰司令部 | 1974年4月1日－1999年10月1日（下轄2個空降旅與航空訓練中心）                                 |
| 陸軍特戰八六二旅   | 1999年10月1日－2007年1月1日（下轄5個特戰營）                                               |
| 陸軍特種作戰指揮部 | 2007年7月1日－至今（下轄特戰862群、871群；於2013年1月1日裁撤並直接下轄特戰營）             |

## 歷任司令、旅長、指揮官
| 空降特戰司令部時期 | 空降特戰司令部時期 | 空降特戰司令部時期 | 空降特戰司令部時期 |
| 任次               | 姓名               | 軍種軍階           | 任期               |
| ------------------ | ------------------ | ------------------ | ------------------ |

| 特戰八六二旅時期 | 特戰八六二旅時期 | 特戰八六二旅時期 | 特戰八六二旅時期             |
| 任次             | 姓名             | 軍種軍階         | 任期                         |
| ---------------- | ---------------- | ---------------- | ---------------------------- |
| 1                | 張漢綱           | 陸軍少將         | 1999年10月1日－2002年4月2日  |
| 2                | 劉東寶           | 陸軍少將         | 2002年4月3日－2004年7月22日  |
| 3                | 黃承華           | 陸軍少將         | 2004年7月23日－2006年6月21日 |
| 4                | 孟慶宇           | 陸軍少將         | 2006年6月22日－2007年5月15日 |

| 特戰指揮部時期 | 特戰指揮部時期 | 特戰指揮部時期 | 特戰指揮部時期               |
| 任次           | 姓名           | 軍種軍階       | 任期                         |
| -------------- | -------------- | -------------- | ---------------------------- |
| 1              | 孟慶宇         | 陸軍少將       | 2006年6月22日－2007年7月31日 |
| 2              | 黃指恩         | 陸軍少將       | 2007年8月1日－2010年9月30日  |
| 3              | 張道初         | 陸軍少將       | 2009年10月1日－2012年9月30日 |
| 4              | 郭力升         | 陸軍少將       | 2012年10月1日－2015年2月1日  |
| 5              | 劉協慶         | 陸軍少將       |                              |
| 6              | 張宗才         | 陸軍少將       |                              |
| 7              | 郭俊德         | 陸軍少將       |                              |
| 8              | 邱之峯         | 陸軍少將       | 2021年8月1日－2024年7月1日   |
| 9              | 匡奕平         | 陸軍少將       | 2024年7月1日－現任           |

## 武漢隊徽意義
| 徽章特徵         | 意涵                                                                                       |
| ---------------- | ------------------------------------------------------------------------------------------ |
| 傘具、刺刀、閃電 | 代表可由空中、地面、水域滲透敵後閃擊制敵                                                   |
| 鷹翼             | 象徵陸航機動迅速、反應快捷，具全天候偵搜、打擊、運輸、突擊作戰能力                         |
| 青天白日國徽     | 代表武漢部隊效忠國家、保衛中華民國生存發展及為全民福祉而戰                                 |
| 嘉禾             | 代表「寓兵於農」及執干戈以衛社稷之意，嘉禾每穗七株合為雙七，含有發揚七七抗戰建國精神的意義 |

## 戰史

### 對日抗戰
- 突襲廣東開平、羅定、南江口
- 突襲廣西丹竹機場（今平南县境內）
- 突襲湖南洪羅廟（今洪市鎮境內）、台元寺（今台源鎮境內）、牧雲峰（今衡陽縣境內）
- 擔任國軍南京、芷江受降典禮禮兵
- 對日抗戰勝利後，傘兵奉命接收汪偽政府各機關，並擔任警衛工作，並赴日押解汪偽政府戰犯陳公博返華受審。

### 剿共
- 突擊豐滿水電站
- 突襲延安
- 宿北戰役
- 牛王涸戰役
- 豫东战役：與裝甲部隊編組成第三快速縱隊，納編黃百韜第七兵團麾下進行作戰
- 徐蚌會戰

### 戡亂
- 空投金門
- 空軍黑蝙蝠中隊傘兵小組
- 東山島戰役

## 軍歌

### 傘兵歌
- 詞：馬師恭
- 曲：馬師恭[19][20][註 7]

看朵朵的白雲 點點的流星

飄蕩在美麗的天空

我們是三民主義新中國的傘兵

為著，民族的生存，國家的和平

我們要結成一群活的長城

向著這個目標前進

嚴守紀律，服從命令

奮勇殺敵、不惜犧牲

我們是三民主義的傘兵

我們是新中國的傘兵

#### 空降神兵（右腳發音）
空降神兵，勇赴沙場，永遠站在最前線 

特戰奇兵，捍衛疆場，空降敵後做先鋒 

紀律嚴明，戰技精良，忠義驃悍，勇猛頑強 

武漢稱雄，天龍立功，空降神兵，威風凜凜 

（口白：忠義驃悍、勇猛頑強！） 

空降神兵，勇赴沙場，永遠站在最前線
 
特戰奇兵，捍衛疆場，空降敵後做先鋒 

紀律嚴明，戰技精良，忠義驃悍，勇猛頑強 

武漢稱雄，天龍立功，所向無敵，特戰奇兵

### 空降健兒歌
空降的健兒，浩氣如長虹
空降的健兒，丹心貫日月

空降的健兒，浩氣如長虹
空降的健兒，丹心貫日月

為傳遞革命薪火，我們投筆從戎、報國殺敵，

來自鄉村、來自城市，我們來自祖國的四方。

（答數）

從象牙塔走向軍旅，由軟弱書生蛻變成捍衛雄獅

我把歷史的衣缽繫在心上

（忠義剽悍、勇猛頑強）

在槍的立支中、炮的胸膛裡，我們等待

等待的風雨中，自由的廳堂裡，我們等待

等待前進的揮戈，等待前進的號角

我的足履，我的足履，踏出了中國的方向，踏出了中國的方向

### 特戰營歌
看我們特戰營的弟兄們 個個身體像金剛

不怕吃苦不怕難 一切都在為戰勝敵人

每天都在勤操苦練 任何困難我都不怕

真金不怕火來鍊 這是我特戰營傳統精神

（口哨）

每天都在勤操苦練 任何困難我都不怕

真金不怕火來鍊 這是我特戰營傳統精神

### 傘兵小調
手兒拿著引張帶 掛勾掛起來
 
低頭併腿抱副傘，擋門呀跳出來
 
你看那左右機門雙雙對對跳出來
 
一秒鐘！兩秒鐘！三秒、四秒傘張開
 
首先檢查傘呀，再向四週看
 
左邊來傘向右拉開，右邊來傘左拉傘
 
飄呀！飄呀！嘿！五點著陸滾起來

### 高山青
（二部曲）
高山青 （高山青） 
樹林中 （樹林中） 
草原上 （草原上） 
是我村莊 （是我村莊）
溪水邊 （溪水邊）
有清溪 （有清溪） 
弟兄們 （弟兄們） 
是樂無窮 （是樂無窮）
芳香撲鼻的幾朵蘭花 （蘭花香呀蘭花香）
驕驕不群的相思樹 （相思樹~）
鳥兒嘹喨的歌聲 （嘿!）
木橋流水流阿流 （嘿）
風呼嘯 （風呼嘯） 
白雲飄搖 （白雲飄搖）
嘿嘿那魯灣都一呀一呀那魯灣 
（嘿嘿那魯灣都一呀一呀那魯灣）
嘿嘿那魯灣都一呀一呀娜呀嘿 
（嘿嘿那魯灣都一呀一呀娜呀嘿）
早晨醒來心曠神宜萬物皆醒都會艷麗（合）
這裡是我們成長的好地方（合）

## 基礎、進階、高級傘訓

### 基本傘訓

#### 地面訓練
- 操傘口訣：一秒鐘、兩秒鐘、三秒鐘、四秒鐘，檢查傘，注意四周、準備著陸。

地面訓練為期三個禮拜、五十六個訓練小時，共分為七個階段，完成訓練經教官評鑑合格後，方能繼續第二階段的實際空跳訓練。
1、跳台側滾
- 指傘兵在執行跳傘時，因下降速度導致著陸時會形成強大衝力，必須有效運用人體肌肉最發達且富有彈性的部位逐一抵銷（5點著陸）；考量風向因素，這個訓練又再分為前後左右4個方位、6個動作進行，以確保著陸時的安全。

2、機身訓練
- 要使每一位傘兵都能了解C-130運輸機的特性，以及熟練在機身內部的各口令、動作與擋門跳出的要領，奠定空跳安全的基礎。

3、吊架訓練 
- 指學員在跳離機門後到著陸前，必須學習如何良好的操作傘具，避免出現無謂的纏繞，同時選擇良好地形，以增進落地的安全。

4、擺動著陸
- 指訓練學員體會在傘具擺動著陸的衝力，同時利用5點著陸要領來抵銷這股力量，避免在著陸時身體受到傷害

5、高塔訓練
- 指學員在塔上驗證屆時在機身內的操作程序及擋門跳出動作，跳出後則運用在吊架所學，訓練跳離機身的正確姿勢，奠定空中跳傘的安全性。也由於跳台高度達34呎，是人類懼高的平均值，學員能夠完成跳台訓練亦有助於實地空跳後不會臨場退卻。

6、穿傘訓練
- 指讓學員能夠瞭解從傘儲庫領傘上車到機場，然後在機場擺放、調整傘具，到最後穿上傘具登機的整個流程。

7、收傘訓練

#### 空降訓練
第二階段的實際空跳訓練一共實施五次空跳，在潮州空降場實施基本傘訓空跳。主傘使用T-10B人員主傘（可支撐含裝備，重量達360磅、163公斤的傘兵），副傘使用T-10R人員副傘。第一至第三次實施白天徒手跳傘，第四次為夜間徒手跳傘，第五次為武裝帶槍跳傘。

### 特種地形空降訓練
藉由山區困難地形跳傘訓練，強化特戰部隊於特殊地形執行特攻作戰之能力，達到「為戰而訓」之要求，其訓期預計三週左右，區分 地面訓練 與 空跳訓練 兩階段實施。
- 操傘口訣：一秒鐘、兩秒鐘、三秒鐘、四秒鐘，檢查傘，注意四周，尋找操縱繩，尋找煙幕，尋找目標，左右觀測，低頭注意，反覆觀察，有無傘具，對正風向，手握操縱帶，頂風著陸。

#### 地面訓練
訓練時間約一週，除實施一般傘訓地面動作複訓外，並加強指北針地面導向，特種地形服裝穿戴、與MC-1B傘具訓練。

#### 空跳訓練
須完成六次空跳訓練，首先於潮州空降場實施三次空跳訓練，熟悉MC-1B傘具操作後，再於中寮山實施三次特種地形跳傘。
主傘使用MC-1B人員主傘，副傘使用T-10R人員副傘，在中寮山實施山區空降訓練、在加祿堂海域實施水上空降訓練。

### 高空滲透空降訓練
高空滲透空降訓練人員必須先通過航空生理低壓艙測試方能納訓，當空跳高度超過1萬3千英呎時需攜帶氧氣供應與防寒裝備，人員武器裝備總重量不得超過360磅（164公斤），以利任務遂行。

課程區分：地面基礎訓練、基本空跳、戰鬥空跳、氧氣戰鬥空跳、夜間戰鬥空跳等五個階段
- 第一階段地面基礎訓練內容計有：風洞模擬自由落體訓練、MC-5傘具介紹、摺傘訓練、穿架傘訓練（含裝備攜帶）、自動張傘器介紹、氧氣供應裝備介紹、跳傘長指揮程序介紹、安全規定及緊急狀況處理程序說、講解及實作。
- 第二階段基本空跳課程訓練計有：徒手空跳六次（高度12,500英呎），使用裝備計有MC-5主、副傘，AR-2自動張傘器、頭盔、風鏡、手套、MA-230高度表、跳傘服及提傘袋，此階段要求學員能依跳傘長指揮程序完成跳出飛機前各項安全檢查及準備，並能穩定跳出飛機，自由落體時能定向並且實施左、右各一次360度旋轉，準確在4,000英呎開傘，正負差不得超過250英呎，並能安全將傘具操縱至指定空降場著陸才算合格。空跳訓練期間由一位教官搭配一位學員空跳，全程指導、提醒學員正確動作，分組時由教官擔任分組組長，誘導及觀察學員跳出飛機至操傘著陸。
- 第三階段戰鬥空跳課程訓練計有：空跳五次（高度12,500英呎），使用裝備增加戰鬥裝備包、放包延伸帶、快解鉤、突擊步槍，此階段要求同第二階段，另增加著陸前100至500英呎實施放包。
- 第四階段氧氣戰鬥空跳訓練計有：空跳五次（高度18,000英呎），使用裝備除第二、三階段外，增加氧氣面罩、氧氣瓶及氧氣瓶攜行袋，集體跳出人員由四員增加至八員，除二、三階段要求標準外，於自由落體及操傘階段必須依教官指定隊型實施集結及操傘進航。
- 第五階段夜間戰鬥空跳訓練計有：空跳四至七次，並視天氣狀況及訓練期程而定，其夜間戰鬥空跳採循序漸進方式實施，第一次空跳四人一組，採徒手方式；第二次八人一組，不帶氧氣供應裝備戰鬥跳傘；第三次八人一組，帶氧氣供應裝備不帶武器，第四次以後採全裝方式實施夜間戰鬥跳傘。

### 傘兵徽章
傘兵徽章為傘訓合格人員所配帶胸徽，證明該員至少完成五次基本傘訓。按照分發部隊與受訓、跳傘次數不同，傘徽也略有不同。

傘徽中間的國徽代表中華民國，傘具為基本跳傘使用傘具，兩翼代表具有空中突擊能力，梅花象徵堅忍不拔，至少完成5次基本跳傘，視跳傘次數多寡增加梅花朵數，至多三朵。

傘徽通常配戴於上衣左口袋上方中央處或車繡於野戰服上衣左口袋上方中央處。
| 徽章特徵     | 意涵 |
| ------------ | --- |
| 基本傘徽     | 一般傘兵配掛，傘具中間為青天白日，上方為一朵梅花，跳傘次數為五次至十九次。                                                                             |
| 中級傘徽     | 一般傘兵配掛，傘具中間為青天白日，上方為二朵梅花，跳傘次數為二十次至四十九次。                                                                         |
| 高級傘徽     | 神龍小組或資深跳傘人員配掛，傘具中間為青天白日，上方為三朵梅花，跳傘次數為五十次以上。                                                                 |
| 特種地形傘徽 | 特種地形傘結訓人員配掛，上方傘具為藍底白色，兩側為嘉禾，下方盾牌中間有藍、白、紅三色象徵高山、水域、森林，象徵傘兵具備困難地形空降能力，亦稱鐵漢傘徽。 |
| 空投連傘徽   | 空投連弟兄配掛，傘具中間為RIGGER字樣，無記錄跳傘次數的梅花。                                                                                           |
| 保傘連傘徽   | 保傘連弟兄配掛，傘具中間無青天白日，亦無記錄跳傘次數的梅花。                                                                                           |

## 山隘行軍訓練
民國64年（1975年）先總統 蔣公逝世。中共解放軍喊出300公里拉練、300公尺遇硬（衝鋒發起），經國先生指示國軍研究對策，特戰四總隊由時任特戰中隊長的帥化民先生策劃500公里野營（山地遊擊戰），勘察提報後銜命出發，時當10月秋颱將至，部隊由小格頭穿山翻越基隆山區，循北海岸到宜蘭羅東土場上棲蘭山，越過司馬庫斯，走中央山脈到新竹竹東錦屏出山，再走大溪回小格頭，21天行軍五百公里，其中有19天下雨，還晝伏夜行，身無寸縷是乾的，另帶著基本武裝外，每人加帶4磅TNT炸藥、4發60砲彈、6公斤糙米、自炊的鍋瓢碗盆，每人將近40公斤負重。自此成為特戰部隊訓練傳統，每年均以營級單位排定訓練流路、偵察行軍路線，實施山隘行軍，並結合演習想定實施戰術作為與操課。

## 傘兵操
1. 頭部運動（預備時雙手叉腰，頭部隨1234答數上下左右看）
2. 上肢運動（預備時雙手上舉，順序舉起左右上臂、順序放下左右上臂）
3. 擴胸運動（預備時雙手平舉，合合開合）
4. 腰部運動（預備時雙手叉腰，彎腰雙手向下，恢復叉腰，雙手張開擴胸並墊腳）
5. 下肢運動（預備時雙手叉腰，半蹲，半蹲，全蹲手平舉）
6. 上下肢聯合運動（預備時雙手叉腰，彎腰雙手向下，蹲下手平舉，起立彎腰手向下，叉腰）
7. 拳擊運動（預備時雙手握拳置於腰際，出左拳左腳，收左拳左腳，出右拳右腳，收右拳右腳）
8. 腿部運動（預備時蹲下雙手撐地，出左腳收左腳，出右腳收右腳）
9. 四方跳躍（預備時蹲下雙手平舉，手掌開合，依前左後右）
10. 緩和運動（預備時雙手平舉，手掌開合，配合踏步，依前，上，兩側，前）

（往昔「步兵師」暖身操，與「傘兵操」大同小異，參見「莒光日電視教學」、「國防線上」）

## 建制
| 直屬單位 | 直屬單位                                                                     | 直屬單位                   | 直屬單位                                  |
| 項次     | 單位                                                                         | 歷史                       | 榮耀                                      |
| -------- | ---------------------------------------------------------------------------- | -------------------------- | ----------------------------------------- |
| 1        | 本部連 (SFCHQC，Head Quarters Company)                                       | 前身為特戰第八六二旅旅部連 |                                           |
| 2        | 通資連 (CIC，Communications Information Company)                             |                            |                                           |
| 3        | 狙擊連 (SC，Sniper Company)                                                  |                            | 國軍107年狙擊手競賽，第一、二類組團體冠軍 |
| 4        | 高空特勤中隊 (ASSC，Airborne Special Service Company) （页面存档备份，存于） |                            |                                           |

| 下屬單位 | 下屬單位                                           | 下屬單位 | 下屬單位                                                                    | 下屬單位 |
| 項次     | 單位                                               | 歷史 | 榮耀                                                                        | 部隊代字 |
| -------- | -------------------------------------------------- | --- | --------------------------------------------------------------------------- | -------- |
| 1        | 特種作戰第一營 (SF1B，Special Force 1st Battalion) | 前身為獨立六二旅步四營。                                                                                           | 1990年，麾下步45連奉命執行漢疆演習，後因故停止。                            | 威       |
| 2        | 特種作戰第二營 (SF2B，Special Force 2nd Battalion) | 前身為獨立六二旅步六營。                                                                                           | 2019年8月26日，麾下特23連大門衛哨，制伏持刀硬闖營區民人，獲國防部長接見表揚 | 敢       |
| 3        | 特種作戰第三營 (SF3B，Special Force 3rd Battalion) | 前身為獨立七一旅步一營與獨立六二旅砲二營併編。                                                                     | 2011年獲頒榮譽旗旒 2012年，麾下特31連榮獲該年度國軍模範連隊                 | 剛       |
| 4        | 特種作戰第四營 (SF4B，Special Force 4th Battalion) | 前身為獨立七一旅步二營、空騎第六○二旅特戰營、特戰第八六二旅特六營、特戰第八六二群特六營, 於民國102年更銜為特四營。 | 2014年獲頒榮譽旗旒                                                          | 猛       |
| 5        | 特種作戰第五營 (SF5B，Special Force 5th Battalion) | 前身為獨立六二旅步五營、空騎第六○一旅特戰營、特戰第八六二旅特五營、特戰第八七一群特五營。                          | 2013年獲頒榮譽旗旒                                                          | 強       |

| 裁撤單位 | 裁撤單位                                                  | 裁撤單位 | 裁撤單位                                 | 裁撤單位 |
| 項次     | 單位                                                      | 歷史 | 榮耀                                     | 部隊代字 |
| -------- | --------------------------------------------------------- | --- | ---------------------------------------- | -------- |
| 1        | （前前）特種作戰第四營(SF4B，Special Force 4th Battalion) | 前身為獨立七一旅砲一營、七一旅直屬單位、空訓中心訓一營併編，於民國88年底裁撤，番號由航訓部特戰營繼承。                |                                          |          |
| 2        | （前）特種作戰第四營(SF4B，Special Force 4th Battalion)   | 前身為獨立七一旅步三營、航訓部特戰營、特戰第八六二旅特四營、特戰第八六二群特四營，於民國102年裁撤，番號由特六營接替。 | 1987年12月，綠島監獄暴動，攻入鎮壓暴動。 |          |
| 3        | （前）特種作戰第七營 (SF7B，Special Force 7th Battalion)  | 一度為全新成立特戰營，自各特戰營接收體能、戰技均優人員成編，於民國96年裁撤。                                          |                                          |          |

## 天兵忠靈祠
1986年由退伍傘兵楊成芳、艾管寧等人發起籌建，復經前國防部長鄭為元二級上將准予將高雄市大寮區影劇七村左側二筆軍事用地（高雄市大寮區山子頂段第1598之1號及2號地）撥予建立，建祠經費係由個人捐款方式籌措，於1987年4月6日落成啟用。目前由中華民國退伍傘兵協會管理維護，年度維持費用約新臺幣五萬元整，由會費支應；另於每年4月8日（傘兵節）由陸軍航空特戰指揮部空降訓練中心籌辦祭典，退伍傘兵協會配合辦理，並由航空特戰指揮部指揮官擔任主祭。
天兵忠靈祠內有一忠烈牆，牆上刻有歷次作戰演殉職人員名單，但名單有誤，有參戰退役傘兵反映過多次都沒有改善。

## 相关作品
電視劇
- 《大兵日記》
- 《新兵日記之特戰英雄》
- 《最好的選擇》

電影
- 《報告班長2》

### 引用
1. 1 2 3 4 5 6  劉忠勇 2011.
2. ↑  .   [2014-04-13]. （原始内容存档于2023-08-14）.
3. 1 2 3 4  傘兵68年 走過戰時與和平 （页面存档备份，存于） （中央社、2012年4月8日）
4. 1 2 3 4 5 6 7  忠義相傳．武漢相承 （页面存档备份，存于）（組織沿革史） -  陸軍航空特戰部隊特展  - 國軍歷史文物館，期間：2005年2月21日~2005年4月30日
5. 1 2  [極地遠征 山寒特戰--李法能將軍專訪]。畢中和、陳維浩、謝仲平（20060700）。《尖端科技》軍事雜誌，卷期：263，2006年7月（民國95.07），頁次：頁100-109，數位典藏與數位學習國家型科技計畫 （页面存档备份，存于） - 中央研究院數位文化中心
6. 1 2 3  鄧克雄; 孫建中. . 《李法能將軍訪談》、《張輯善先生訪談》 (臺北: 中華民國國防部史政編譯室). 2008年（民國97年）初版. ISBN 978-986-013-782-8 （中文（臺灣））. [永久]
7. 1 2  劉忠勇 2011，第15-22頁.
8. ↑  《可圈可點：抗戰烽火中的國軍空降兵部隊》
9. ↑  .   [2019-03-09]. （原始内容存档于2020-02-19）.
10. ↑  羅吉倫. . 指傳媒 Fingermedia. 2019-02-19  [2019-03-30]. （原始内容存档于2020-11-16） （中文（臺灣））.
11. ↑  羅吉倫. . 指傳媒 Fingermedia. 2019-02-27  [2019-03-30]. （原始内容存档于2020-11-16） （中文（臺灣））.
12. 1 2 3  黄永艳. . 中国档案资讯网. 2023-08-08  [2023-08-14]. （原始内容存档于2023-08-14） –中国档案报.
13. ↑  劉忠勇 2011，第12章.
14. ↑  Holober 1999.
15. ↑  .   [2017-11-12]. （原始内容存档于2020-02-19）.
16. ↑  神龍見首不見尾 展精湛操傘技 （页面存档备份，存于） （中央社、2012年4月8日）
17. ↑  .   [2019-09-05]. （原始内容存档于2019-09-05）.
18. ↑  [軍歌教唱] GIA 中華民國傘兵進行曲 （页面存档备份，存于） (新兵日記II特戰英雄之 樓庭岑&江晨希)
19. ↑  中華民國傘兵歌 （页面存档备份，存于）試聽
20. ↑  象牙塔：本是法國批評家聖博甫對詩人威尼的評語。後比喻脫離現實的理想生活。也稱為「藝術之宮」。
21. ↑  .   [2019-02-08]. （原始内容存档于2020-02-19）.